# Obština Dobrič
Obština Dobrič (bulharsky Община Добрич, používá se také Добрич-град – Dobrič-město) je bulharská jednotka územní samosprávy v Dobričské oblasti. Leží v severovýchodním cípu Bulharska. Obština je totožná s městem Dobrič a kromě něj nezahrnuje žádná jiná sídla. Žije zde téměř 90 tisíc stálých obyvatel.

## Sídla
Obština má jediné sídlo – město Dobrič.

## Sousední obštiny
Obština je obklopena obštinou Dobrič-selska a nesousedí s žádnou jinou obštinou.

## Obyvatelstvo
K 15. prosinci 2024 v obštině žilo 86 879 obyvatel a bylo zde trvale hlášeno 99 179 obyvatel. Podle sčítání 7. září 2021 bylo národnostní složení následující:
- Bulhaři: 62 298 (89.7 %)
- Turci: 5 130 (7.4 %)
- Romové: 1 457 (2.1 %)
- ostatní[p 2]: 559 (0.8 %)

V období 2011 až 2021 v obštině ubylo 11 106 obyvatel.